# 하타케야마 지사키
하타케야마 지사키(畠山 智妃, 1988년 11월 4일 - )는 일본의 여성 아이돌 그룹 SDN48의 전 멤버이다. 사이타마현 출신, 홋카이도 태생. 아사이 기획 소속.

## 참가 유닛곡
싱글 CD 참가곡
1. 고독의 러너(孤独なランナー)
2. 에로스의 트리거(エロスのトリガー) - 언더걸즈 A 명의
3. 천국의 도어는 3번째의 벨로 열린다(天国のドアは3回目のベルで開く) - 언더걸즈 A 명의
4. 조르는 샴페인(おねだりシャンパン) - 언더걸즈 A 명의
5. 감자탕 모정(カムジャタン慕情) - 언더걸즈 A 명의
6. 쿠리쿠리(クリクリ) - 언더걸즈 A 명의
7. 끝나지 않는 앵콜(終わらないアンコール)

SDN48 1st Stage 「유혹의 카터(誘惑のガーター)」공연
1. Saturday night party
2. 말괄량이 레이디(じゃじゃ馬レディー)